# NGC 2467
NGC 2467 (другие обозначения — OCL 668, ESO 493-SC25, LBN 1065) — рассеянное скопление с эмиссионной туманностью в созвездии Корма, на расстоянии 17 тыс. световых лет от Земли. В рассеянном скоплении активно образуются новые звезды.
Этот объект входит в число перечисленных в оригинальной редакции «Нового общего каталога».
Историческое положение NGC 2467 не определено из-за разницы в определяемых координатах и размытости описаний объекта. NGC 2467 представляет собой яркую туманность с самой яркой внутренней областью размерами 6,5' × 4,1' и более слабыми расширениями, доводящими размеры объекта до 10' × 8', но туманность простирается ещё дальше. Имеет звезду около центра, обозначенную как HD 64315.